# کیم نام آیل
کیم نام آیل (کره‌ای: 김남일؛ زادهٔ ۱۴ مارس ۱۹۷۷) یک بازیکن فوتبال اهل کره جنوبی است.
وی همچنین در تیم‌های ملی فوتبال کره جنوبی کره جنوبی کره جنوبی بازی کرده‌است.